# Гілонома

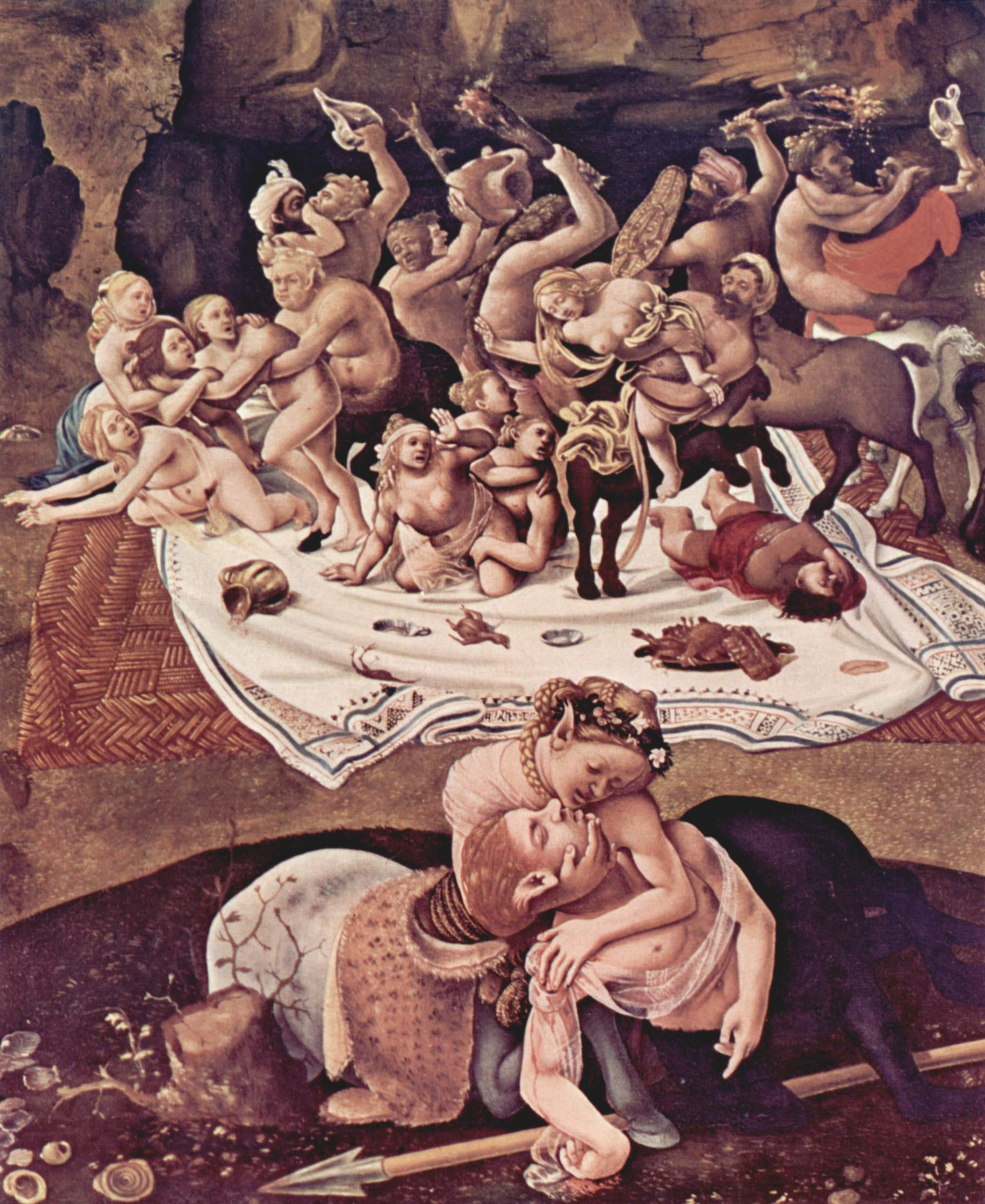
Гілонома та Кіллар. Фрагмент картини П'єро ді Козімо

Гілонома (дав.-гр. Ύλονόμη) — жінка-кентавр, персонаж давньогрецької міфології. Вона була присутня в битві проти лапітів, в якій втратила свого чоловіка, кентавра Кіллара, якого палко любила. Вона позбавила себе життя тим же списом, яким був убитий її чоловік. Цю історію описав у «Метаморфозах» римський поет Овідій.
На честь Гілономи названо астероїд 10370 Гілонома з групи кентаврів.